# Masters de Roma 2018
El Internazionali BNL d'Italia de 2018 (también conocido en inglés como 2018 Italian Open) fue un torneo de tenis que se jugó en las canchas de arcilla al aire libre en el Foro Itálico de Roma (Italia). Fue la 75.ª edición del Abierto de Italia y clasificado como un ATP Masters 1000 y WTA Premier 5. Se llevó a cabo del 13 al 20 de mayo de 2018.

## Puntos y premios en efectivo

### Distribución de puntos
| Evento                  | G    | F   | SF  | CF  | R16 | R32 | R64 | C  | C2 | C1 |
| Individuales masculinos | 1000 | 600 | 360 | 180 | 90  | 45  | 10  | 25 | 16 | 0  |
| Dobles masculinos       | 1000 | 600 | 360 | 180 | 90  | 0   | —   | —  | —  | —  |
| Individuales femeninos  | 900  | 585 | 350 | 190 | 105 | 60  | 1   | 30 | 20 | 1  |
| Dobles femeninos        | 900  | 585 | 350 | 190 | 105 | 1   | —   | —  | —  | —  |

### Premios en efectivo
| Evento                 | G         | F         | SF        | CF        | R16      | R32      | R64      | C2      | C1      |
| Individuales masculino | 935 385 € | 458 640 € | 230 830 € | 117 375 € | 60 945 € | 32 135 € | 17 350 € | 4 000 € | 2 040 € |
| Individuales femenino  | 507 100 € | 253 425 € | 126 590 € | 58 313 €  | 28 910 € | 14 840 € | 7 627 €  | 4 245 € | 2 184 € |
| Dobles masculino       | 289 670 € | 141 820 € | 71 130 €  | 36 510 €  | 18 870 € | 9 960 €  | —        | —       | —       |
| Dobles femenino        | 145 167 € | 73 322 €  | 36 293 €  | 18 269 €  | 9 227 €  | 4 572 €  | —        | —       | —       |

## Cabezas de serie

### Individuales masculino
| N.º | Rank. | Tenista               | Puntos | Puntos por defender | Puntos ganados | Nuevos puntos | Ronda hasta la que avanzó en el torneo             |
| --- | ----- | --------------------- | ------ | ------------------- | -------------- | ------------- | -------------------------------------------------- |
| 1   | 2     | Rafael Nadal          | 7950   | 180                 | 1000           | 8770          | Campeón, venció a Alexander Zverev [2]             |
| 2   | 3     | Alexander Zverev      | 6015   | 1000                | 600            | 5615          | Final, perdió ante Rafael Nadal [1]                |
| 3   | 4     | Grigor Dimitrov       | 4870   | 10                  | 10             | 4870          | Segunda ronda, perdió ante Kei Nishikori           |
| 4   | 5     | Marin Čilić           | 4770   | 180                 | 360            | 4950          | Semifinales, perdió ante Alexander Zverev [2]      |
| 5   | 6     | Juan Martín del Potro | 4540   | 180                 | 90             | 4450          | Tercera ronda, perdió ante David Goffin [9]        |
| 6   | 8     | Dominic Thiem         | 3545   | 360                 | 10             | 3195          | Segunda ronda, perdió ante Fabio Fognini           |
| 7   | 7     | Kevin Anderson        | 3660   | 35                  | 10             | 3635          | Segunda ronda, perdió ante Aljaž Bedene            |
| 8   | 9     | John Isner            | 3305   | 360                 | 10             | 2955          | Segunda ronda, perdió ante Albert Ramos            |
| 9   | 10    | David Goffin          | 2930   | 90                  | 180            | 3020          | Cuartos de final, perdió ante Alexander Zverev [2] |
| 10  | 11    | Pablo Carreño         | 2280   | 45                  | 180            | 2415          | Cuartos de final, perdió ante Marin Čilić [4]      |
| 11  | 18    | Novak Djokovic        | 1905   | 600                 | 360            | 1665          | Semifinales, perdió ante Rafael Nadal [1]          |
| 12  | 12    | Sam Querrey           | 2220   | 90                  | 10             | 2140          | Primera ronda, perdió ante Peter Gojowczyk         |
| 13  | 14    | Jack Sock             | 2155   | 90                  | 45             | 2110          | Segunda ronda, perdió ante Philipp Kohlschreiber   |
| 14  | 15    | Diego Schwartzman     | 2130   | 10                  | 45             | 2165          | Segunda ronda, perdió ante Benoît Paire            |
| 15  | 17    | Tomáš Berdych         | 1980   | 90                  | 10             | 1900          | Primera ronda, perdió ante Denis Shapovalov        |
| 16  | 16    | Lucas Pouille         | 1995   | 10                  | 45             | 2030          | Segunda ronda, perdió ante Kyle Edmund             |

- Ranking del 14 de mayo de 2018.[3]
- Como los 8 primeros cabezas de serie tenían una exención (bye en inglés), que les permitió comenzar el torneo en segunda ronda, en aplicación de las normas ATP quienes pierdan su primer partido sumarán los puntos correspondientes a los que jugaron y perdieron en primera ronda.[4]

#### Bajas masculinas
| Rank. | Tenista          | Puntos antes | Puntos por defender | Puntos ganados | Puntos después | Motivo                              |
| ----- | ---------------- | ------------ | ------------------- | -------------- | -------------- | ----------------------------------- |
| 1     | Roger Federer    | 8670         | 0                   | 0              | 8670           | No disputa torneos en tierra batida |
| 13    | Roberto Bautista | 2210         | 90                  | 0              | 2120           | Lesión de cadera                    |

### Dobles masculino
| Tenistas                             | Ranking | Preclasificado |
| Łukasz Kubot Marcelo Melo            | 3       | 1              |
| Oliver Marach Mate Pavić             | 7       | 2              |
| Bob Bryan Mike Bryan                 | 10      | 3              |
| Henri Kontinen John Peers            | 15      | 4              |
| Jamie Murray Bruno Soares            | 27      | 5              |
| Juan Sebastián Cabal Robert Farah    | 37      | 6              |
| Rohan Bopanna Édouard Roger-Vasselin | 44      | 7              |
| Feliciano López Marc López           | 46      | 8              |

### Individuales femenino
| N.º | Rank. | Tenista              | Puntos | Puntos por defender | Puntos ganados | Nuevos puntos | Ronda hasta la que avanzó en el torneo            |
| --- | ----- | -------------------- | ------ | ------------------- | -------------- | ------------- | ------------------------------------------------- |
| 1   | 1     | Simona Halep         | 7270   | 585                 | 585            | 7270          | Final, perdió ante Elina Svitolina [4]            |
| 2   | 2     | Caroline Wozniacki   | 6845   | 0                   | 190            | 7035          | Cuartos de final, perdió ante Anett Kontaveit     |
| 3   | 3     | Garbiñe Muguruza     | 6175   | 350                 | 1              | 5826          | Segunda ronda, perdió ante Daria Gavrilova        |
| 4   | 4     | Elina Svitolina      | 5505   | 900                 | 900            | 5505          | Campeona, venció a Simona Halep [1]               |
| 5   | 6     | Jeļena Ostapenko     | 5282   | 90                  | 190            | 5382          | Cuartos de final, perdió ante María Sharápova     |
| 6   | 5     | Karolína Plíšková    | 5425   | 190                 | 1              | 5236          | Segunda ronda, perdió ante Maria Sakkari          |
| 7   | 7     | Caroline Garcia      | 5080   | 60                  | 190            | 5210          | Cuartos de final, perdió ante Simona Halep [1]    |
| 8   | 9     | Venus Williams       | 4286   | 190                 | 105            | 4201          | Tercera ronda, perdió ante Anett Kontaveit        |
| 9   | 10    | Sloane Stephens      | 4059   | 0                   | 105            | 4164          | Tercera ronda, perdió ante Caroline Garcia [7]    |
| 10  | 8     | Petra Kvitová        | 4550   | 0                   | 0              | 4550          | Baja antes de la primera ronda.                   |
| 11  | 12    | Angelique Kerber     | 2905   | 1                   | 190            | 3094          | Cuartos de final, perdió ante Elina Svitolina [4] |
| 12  | 16    | Coco Vandeweghe      | 2533   | 0                   | 1              | 2534          | Primera ronda, perdió ante Anett Kontaveit        |
| 13  | 14    | Madison Keys         | 2722   | 1                   | 105            | 2826          | Tercera ronda, perdió ante Simona Halep [1]       |
| 14  | 13    | Daria Kasátkina      | 2775   | 1                   | 105            | 2879          | Tercera ronda, perdió ante Elina Svitolina [4]    |
| 15  | 20    | Anastasija Sevastova | 2180   | 60                  | 105            | 2225          | Tercera ronda, perdió ante Caroline Wozniacki [2] |
| 16  | 18    | Ashleigh Barty       | 2328   | 20                  | 1              | 2309          | Primera ronda, perdió ante Maria Sharapova        |
| 17  | 19    | Magdaléna Rybáriková | 2225   | 0                   | 1              | 2226          | Primera ronda, perdió ante Johanna Konta          |

- Ranking del 14 de mayo de 2018.[8]
- Como las 8 primeras cabezas de serie tenían una exención (bye en inglés), que les permitió comenzar el torneo en segunda ronda, en aplicación de las normas WTA quienes pierdan su primer partido sumarán los puntos correspondientes a las que jugaron y perdieron en primera ronda.[9]

#### Bajas femeninas
| Rank. | Tenista       | Puntos antes | Puntos por defender | Puntos ganados | Puntos después | Motivo    |
| ----- | ------------- | ------------ | ------------------- | -------------- | -------------- | --------- |
| 11    | Julia Görges  | 3090         | 0                   | 0              | 3090           | Descanso  |
| 17    | Elise Mertens | 2525         | 0                   | 0              | 2525           | Infección |

### Dobles femenino
| Tenista                               | Ranking | Preclasificada |
| Yekaterina Makarova Yelena Vesnina    | 4       | 1              |
| Andrea Hlaváčková Barbora Strýcová    | 17      | 2              |
| Tímea Babos Kristina Mladenovic       | 18      | 3              |
| Gabriela Dabrowski Yifan Xu           | 25      | 4              |
| Yung-Jan Chan Bethanie Mattek-Sands   | 32      | 5              |
| Barbora Krejčíková Kateřina Siniaková | 33      | 6              |
| Andreja Klepač María José Martínez    | 34      | 7              |
| Kiki Bertens Johanna Larsson          | 39      | 8              |

## Campeones

### Individual masculino
Rafael Nadal venció a  Alexander Zverev por 6-1, 1-6, 6-3

### Individual femenino
Elina Svitolina venció a  Simona Halep por 6-0, 6-4

### Dobles masculino
Juan Sebastián Cabal /  Robert Farah vencieron a  Pablo Carreño /  João Sousa por 3-6, 6-4, [10-4]

### Dobles femenino
Ashleigh Barty /  Demi Schuurs vencieron a  Andrea Hlaváčková /  Barbora Strýcová por 6-3, 6-4